# Philibertia candolleana
Philibertia candolleana là một loài thực vật có hoa trong họ La bố ma. Loài này được (Hook. & Arn.) Goyder mô tả khoa học đầu tiên năm 2004.